# Vexillum joliveti
Vexillum joliveti là một loài ốc biển nhỏ, là động vật thân mềm chân bụng sống ở biển trong họ Costellariidae.